# Pagurus bernhardus
Il paguro bernardo (Pagurus bernhardus Linnaeus, 1758) è un crostaceo decapode appartenente alla famiglia Paguridae. È chiamato più volgarmente l'eremita.

## Distribuzione
È diffuso lungo le coste europee. Più precisamente è diffuso nel Mar Mediterraneo e nell'Oceano Atlantico. Vive su fondali rocciosi o sabbiosi da 2 a 80 metri di profondità.

## Descrizione
Può arrivare fino ai 40 mm di lunghezza. Ha il corpo molle e senza il carapace protettivo; usa nuove conchiglie abbandonate ogni volta che il corpo cresce. È uno dei paguri più grandi del Mediterraneo. È ricoperto da peli bianco-gialli con due chele striate prive di peli. Ha grandi peduncoli oculari con striature rosse. La colorazione dei peduncoli può variare dall'arancio al rosso non molto acceso. La conchiglia può mostrare l'attinia Calliactis parasitica e la spugna Suberites domuncula.

## Etologia
Si muove su sassi e fondali marini, trascinando la conchiglia con sé. Quando si sente in pericolo il paguro rientra nella conchiglia e ne riesce quando la situazione si è calmata.
Vive in ambienti con temperatura sui circa 18°- 22°, ma può arrivare a temperature elevate. 
È carnivoro. Mangia tutto ciò che è di origine animale: scarti di pesci, molluschi, gamberi ecc.

## Acquariofilia
Se si vuole allevare va messo in un ambiente molto ampio e si deve cercare di ricreare il suo habitat naturale con rocce e anfratti, ma saldamente attaccati al terreno visto le loro frequenti scalate.
È meglio non introdurre più di un esemplare molto grande. Gli piace cambiare la posizione delle rocce e per evitare questo inconveniente si dovrebbero bloccare le rocce con della colla resistente.
Se nutrito in modo regolare, convive con tutti gli esseri marini.